# Universidad nacional del Congo
La Universidad nacional del Congo o Universidad nacional del Zaire (francés,Université nationale du Zaïre UNAZA) es desde 1971 el nombre del agrupamiento de varias universidades de la República Democrática del Congo: 
- Universidad de Kinshasa
- Universidad de Kisangani
- Universidad de Lubumbashi

- Datos: Q733935